# Mathieu Schepers
Mathieu Schepers  (Stein, 22 december 1925 - Geleen 7 februari 2014) was een Nederlands Korporaal-ziekenverpleger-Oorlogsvrijwilliger in het 1e Bataljon Stoottroepen. Voor zijn bijzonder moedige en beleidvolle daden tijdens gevechtsactie nabij Soemowonoai op Java in Nederlands-Indië werd hij in 1948 door de toenmalige Regentes van het Koninkrijk Prinses Juliana der Nederlanden in naam van Hare Majesteit Koningin Wilhelmina der Nederlanden bij Koninklijk Besluit onderscheiden met het Bronzen Kruis. 
Mathieu Schepers was Ridder de VIe Klasse of Lid in de Orde van Oranje-Nassau, drager van het Ereteken voor Orde en Vrede met gespen, drager van het Draaginsigne Gewonden en het Draaginsigne Veteranen.